# Verschiffung

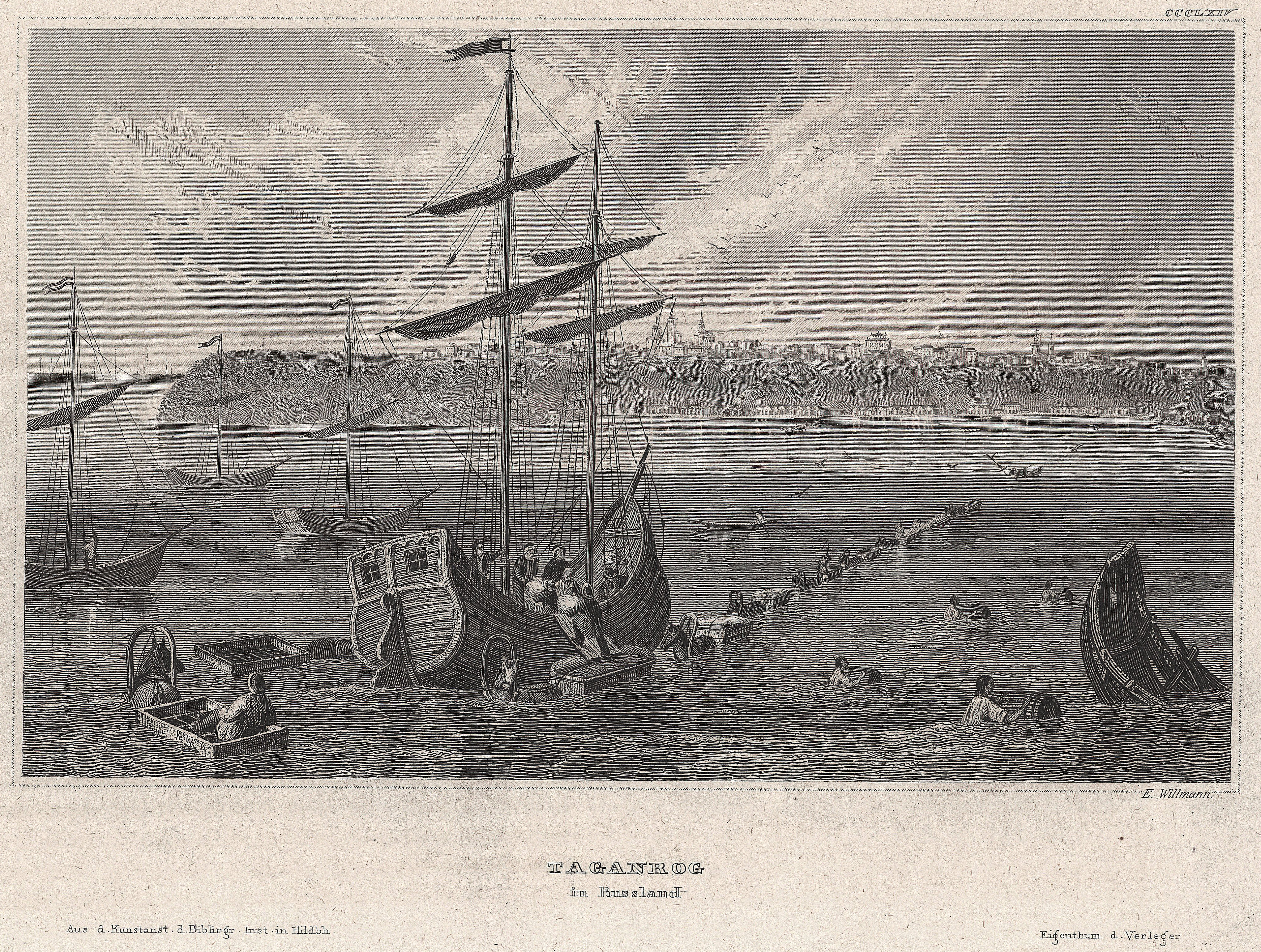
Verschiffung ohne technische Hilfsmittel in Taganrog, um 1840

Verschiffung bezeichnet den Transport von Waren, bzw. Frachtgut (z. B. Rohstoffe, Bodenschätze, Erzeugnisse der Schwerindustrie, sonstige Waren und Massengüter sowie insbesondere in Containern) per Schiff auf transporttauglichen Wasserstraßen (Flüssen, Kanälen), Seen, Meeren und Ozeanen. Der Transport von Personen wird nur als Verschiffung bezeichnet, wenn er in politischem oder wirtschaftlichem Auftrag erfolgt, beispielsweise der Transport eines Heeres oder historisch von Sklaven.
Die Verschiffung von Rohstoffen, Bodenschätzen und Erzeugnissen der Schwerindustrie stellt häufig eine deutlich kostengünstigere Alternative zum Transport auf dem Landweg (Eisenbahn, LKWs, Schwerlasttransporter) dar, sofern die geographischen Gegebenheiten existieren.
Für einige Arten von Frachtgut muss die Verladung auf das Frachtschiff an speziellen Verschiffungsanlagen erfolgen, die Bestandteil eines Hafens sein können. Auch das verwendete Schiff ist häufig dem zu transportierenden Gut angepasst (RoRo-Schiff, Tankschiff). Landseitig muss die Verschiffungsanlage mit einer an das Frachtgut angepassten Infrastruktur (Gleisanschluss, Straße, Lorenbahn, Fördergurt oder Schwingförderrinne für Schüttgut, Rohrleitung, Ladegeschirr, Containerterminal etc.) ausgestattet sein.
Ein Frachtbrief begleitet die transportierte Fracht und regelt Übernahme, Transport und Übergabe. Mit einem Konnossement wird die Übergabe der zu verschiffenden Waren vom Befrachter an den Verfrachter (Frachtführer) quittiert. Das Handeln mit Konnossements als Traditionspapier (Wertpapier) ist möglich.

## Weblink
- https://www.wlw.de/treffer/verschiffung-von-fahrzeugen.html aufgerufen am 9. Januar 2015